# Anita Björk
 Anita Björk  (Tällberg, Dalecarlia, Suecia, 25 de abril de 1923 - Estocolmo, Suecia, 24 de octubre de 2012) fue una actriz, de teatro y cine. Criada en una familia de artistas, a los 19 años consiguió ingresar a la Escuela Real de Arte Dramático (Dramatens elevskola) de Suecia y luego de debutar en teatro en 1945 prosiguió su carrera en ese medio, en el cine y en la televisión.

## Biografía
Trabajó principalmente dirigida por Ingmar Bergman en muchas obras de teatro y fue conocida internacionalmente por su participación en el filme ganador de la Palma de Oro en el Festival Internacional de Cine de Cannes, La señorita Julie dirigida por Alf Sjöberg en 1951, donde encarnó el personaje que da su nombre a la película. A partir de ello recibió ofertas para trabajar en Hollywood pero su carrera continuó fundamentalmente en el cine, teatro y televisión de Suecia. Uno de los papeles que le valió más reconocimientos fue el de la reina Victoria de Suecia en el filme Las mejores intenciones (Den goda viljan) dirigida por Bille August en 1991 sobre guion de Ingmar Bergman.
En el teatro Dramaten representó a lo largo de los años más de cien papeles, lo que la convierte en una de las actrices más importantes de ese teatro. En el cine actuó en papeles protagónicos, en un gran número de películas, incluidas El camino del cielo (Himlaspelet, 1942) de Alf Sjöberg; Un rostro de mujer (Kvinna utan ansikte, 1947) de Gustav Molander; Tres mujeres (Kvinnors vantan, 1952) de Ingmar Bergman; Decisión a medianoche (Night people, 1954) de Nunnally Johnson; Giftas (1955) de Anders Henrikson; La carreta fantasma (Korkarlen, 1958) de Arne Mattsson; Los enamorados (Älskande par, 1964) de Mai Zetterling; Adalen 31 (1969) de Bo Wideberg; La herencia (Arven, 1979) y La persecución (Forfolgelsen, 1981), ambas de la directora noruega Anja Breien.

### Familia

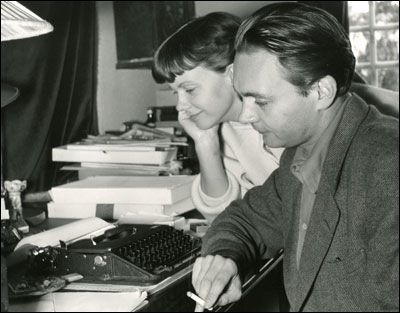
Anita Björk con Stig Dagerman.

Estuvo casada tres veces y tuvo tres hijos. En 1945 contrajo matrimonio con el también actor Olof Bergström, con quien tuvo un hijo. En 1950 inició una relación con el escritor Stig Dagerman (1923-1954), una de las promesas de la literatura sueca de postguerra truncada por su suicidio a los 31 años, con el que tuvo una hija en 1951 tras divorciarse de Bergström. En 1953 se casó con Dagerman y después de su muerte tuvo una relación con el escritor británico Graham Greene. Su tercer marido fue Lasse Lindqvist, con quien estuvo casada de 1962 a 1970.
Su hijo Jonas Bergström (1946) también es actor, como sus padres Olof y Anita. Puso la voz en sueco a Arthur Weasley en la saga de Harry Potter.
El nieto de Anita es el músico Joachim Bergström.

## Filmografía
- 1998: Sanna ögonblick; como Karin
- 1986: Amorosa; como Arvida
- 1981: Forfølgelsen; como Ingeborg Eriksdotter Jaatun
- 1971: Arven; como Märta Skaug
- 1969: Ådalen 31; como Madre de Anna
- 1968: Komedi i Hägerskog; como Narcissa
- 1967: Tofflan; como Erna Alm
- 1966: Utro
- 1964: Älskande par (Los enamorados); como Petra von Pahlen
- 1962: 'Vita frun; como Helen G. Lundberg
- 1961: Square of Violence; como Sophia
- 1960: Goda vänner, trogna grannar; como Sra. Yvonne Frejer
- 1960: Tärningen är kastad; como Rebecka Striid
- 1958: Mannekäng i rött (La maniquí rota); como Birgitta Lindell
- 1958: Körkarlen; como Sra. Holm
- 1958: Damen i svart; como Inger von Schilden
- 1957: Gäst i eget hus; como Eva Dahl
- 1956: Sången om den eldröda blomman; como Kyllikki Malm
- 1956: Moln över Hellesta; como Margareta Snellman
- 1955: Der Cornet - Die Weise von Liebe und Tod; como Condesa von Zathmar
- 1955: Giftas; como Helene
- 1954: Die Hexe
- 1954: Decisión a medianoche; como 'Hoffy' Hoffmeir (aka Stamm)
- 1952: Han glömde henne aldrig; como Karin Engström
- 1952: Kvinnors väntan (Secretos de mujeres); como Rakel
- 1951: Fröken Julie (La señorita Julie); como Julie
- 1950: Kvartetten som sprängdes; como Maj Andersson
- 1949: Människors rike; como Birgit Maria Larsson
- 1948: På dessa skuldror; como Birgit Larsson
- 1948: Ingen väg tillbaka; como Evelyn
- 1947: Kvinna utan ansikte; como Frida Grande
- 1947: Det kom en gäst; como Siv
- 1946: 100 dragspel och en flicka; como Elsa Borell
- 1944: Räkna de lyckliga stunderna blott; como Lilian Lind
- 1942:  Himlaspelet; como Anna Jesper

## Teatro
- 1943: The Marquise (Markisinnan) de Noel Coward
- 1943: Los tres mosqueteros (De tre musketörerna), adaptación de la obra de Alexandre Dumas
- 1945: Asmodée (Asmodeus) de François Mauriac
- 1946: Man and Superman (Mannen och hans överman) de George Bernard Shaw
- 1947: The Iceman Cometh (Si, iskarlen kommer!) de Eugene O'Neill
- 1948: Las criadas (Jungfruleken) de Jean Genet.
- 1948-1949: The Family Reunion (Släktmötet) de T. S. Eliot
- 1949: Leka med elden de August Strindberg
- 1949: Las manos sucias (Smutsiga händer) de Jean-Paul Sartre
- 1949: La Belle Marinière  (Bröllopet på Seine) de Marcel Achard
- 1949: Ardèle ou la Marguerite (Älskar - älskar inte…) de Jean Anouilh
- 1950: Brand de Henrik Ibsen
- 1950: Cocktail Party (Cocktailparty) de T. S. Eliot
- 1951: Los hermanos Karamazov (Bröderna Karamasov) de Fiodor Dostoievski,
- 1951: L'Invitation au château (Dans under stjärnorna) de Jean Anouilh
- 1952: Colombe de Jean Anouilh
- 1952: Pygmalion de George Bernard Shaw
- 1953: Romeo y Julieta (Romeo och Julia) de William Shakespeare
- 1954: Orestiada (Orestien) de Esquilo
- 1958: Dom Juan ou Le Festin de pierre (Don Juan eller Stengästen) de Molière
- 1959: La Valse des toréadors (Toreadorvalsen) de Jean Anouilh
- 1960: Les Séquestrés de Altona (Fångarna i Altona) de Jean-Paul Sartre
- 1961: Yerma de Federico García Lorca
- 1964: Como gustéis (Som ni behagar) de William Shakespeare,
- 1964: Después de la caída (Efter syndafallet) de Arthur Miller
- 1966: Rannsakningen de Peter Weiss
- 1966: Maria Stuart de Friedrich von Schiller
- 1968: La Puce à l'oreille (Leva Loppan) de Georges Feydeau, puesta en escena de Mimi Pollak
- 1968: La tempestad (Stormen) de William Shakespeare
- 1969: Las tres hermanas (Tre systrar) de Anton Chejov
- 1971: Romeo y Julieta (Romeo och Julia) de William Shakespeare
- 1977: Medea de Eurípides
- 1979: Medida por medida (Lika för Lika) de William Shakespeare
- 1986: L'Orchestre (Damorkestern) de Jean Anouilh
- 1989: Madame de Sade (Markisinnan de Sade) de Yukio Mishima
- 1995: Savannah Bay de Marguerite Duras
- 1996: Las Bacantes (Backanterna) de Eurípides
- 1998: Bildmakarna de Per Olov Enquist

## Televisión
- 2000: Bildmakarna; como Selma Lagerlöf
- 1997: Larmar och gör sig till (En presencia del payaso); como Anna Åkerblom
- 1996: Enskilda samtal (Encuentros privados); como Karin Åkerblom
- 1993: Snoken
- 1993: Avskedsföreställningen; como Harriet Lindholm
- 1992: Markisinnan de Sade; como Madame de Monteuil
- 1992: Den goda viljan (Las mejores intenciones) (miniserie); como Reina Victoria
- 1989: Flickan vid stenbänken (serie); como Amalia
- 1978: Tribadernas natt; como Siri von Essen
- 1976: Sjung vackert om kärlek; como Cecilia Fröding
- 1974: Bröderna (miniserie)
- 1974: Bestigningen av Fujijama; como Anvar
- 1974: Karl XII; como Ulrika Eleonora
- 1973. Kommer hem och är snäll
- 1967: Etienne; como Simone
- 1964: Bandet; como La Baronesa
- 1963: Hittebarnet; como Amanda Kattong
- 1963: Anna Sophie Hedvig; como Anna Sophie Hedvig
- 1963: Gertrud
- 1963: Misantropen; como Célimène
- 1962: Handen på hjärtat; como Jessie Weston
- 1962: Bacchusfesten; como Agnes
- 1955: Hamlet; como Ofelia